# Crookston (Nebraska)
Crookston é uma vila localizada no estado americano de Nebraska, no Condado de Cherry.

## Demografia
Segundo o censo americano de 2000, a sua população era de 98 habitantes.
Em 2006, foi estimada uma população de 91, um decréscimo de 7 (-7.1%).

## Geografia
De acordo com o United States Census Bureau, a localidade tem uma área de 1,1 km², sem área coberta por água.

## Localidades na vizinhança
O diagrama seguinte representa as localidades num raio de 32 km ao redor de Crookston.